# Henk Munnik
Andries Hendrik (Henk) Munnik, (Middelburg, 30 juli 1912 – Den Haag, 1997) was een Nederlandse kunstschilder, tekenaar, en boekbandontwerper.
Hij was werkzaam in Den Haag van 1937 tot 1997. Hij volgde een opleiding aan de Academie van beeldende kunsten in Den Haag en was daar leerling van Cees Bolding, Arend Hendriks en Henk Meijer.
Henk Munnik was een veelzijdig kunstenaar. Zo schilderde hij figuratief - stillevens, naakten, portretten en dorpsgezichten -, maar vanaf het einde van de jaren 60 maakte hij ook abstracte werken. Hij vervaardigde hij ook stofontwerpen en verzorgde (boek)illustraties. Voor uitgever Kruseman ontwierp hij in 1937 het omslag van het boek Met Hr. Ms. De Ruyter naar Nederlandsch Indië.
In zijn werk is hij beïnvloed door Dick Ket, Pyke Koch en Georges Braque. Munnik maakte in 1960 deel uit van de Haagse kunstenaarsgroep Verve en was lid van Pulchri Studio.
- Biografisch Portaal: 25057148
- International Standard Name Identifier: 0000 0003 8961 8407
- Nederlandse Thesaurus van Auteursnamen: 070348464
- RKD-Nederlands Instituut voor Kunstgeschiedenis: 58469
- Virtual International Authority File: 283094309
- WorldCat: E39PBJfmmR3jgpxffGJmbtx7HC